# Bulla Regia
Bulla Regia war eine antike Stadt in der römischen Provinz Africa proconsularis (heute Hammam Daradji in Tunesien, etwa 170 Kilometer von Tunis entfernt).

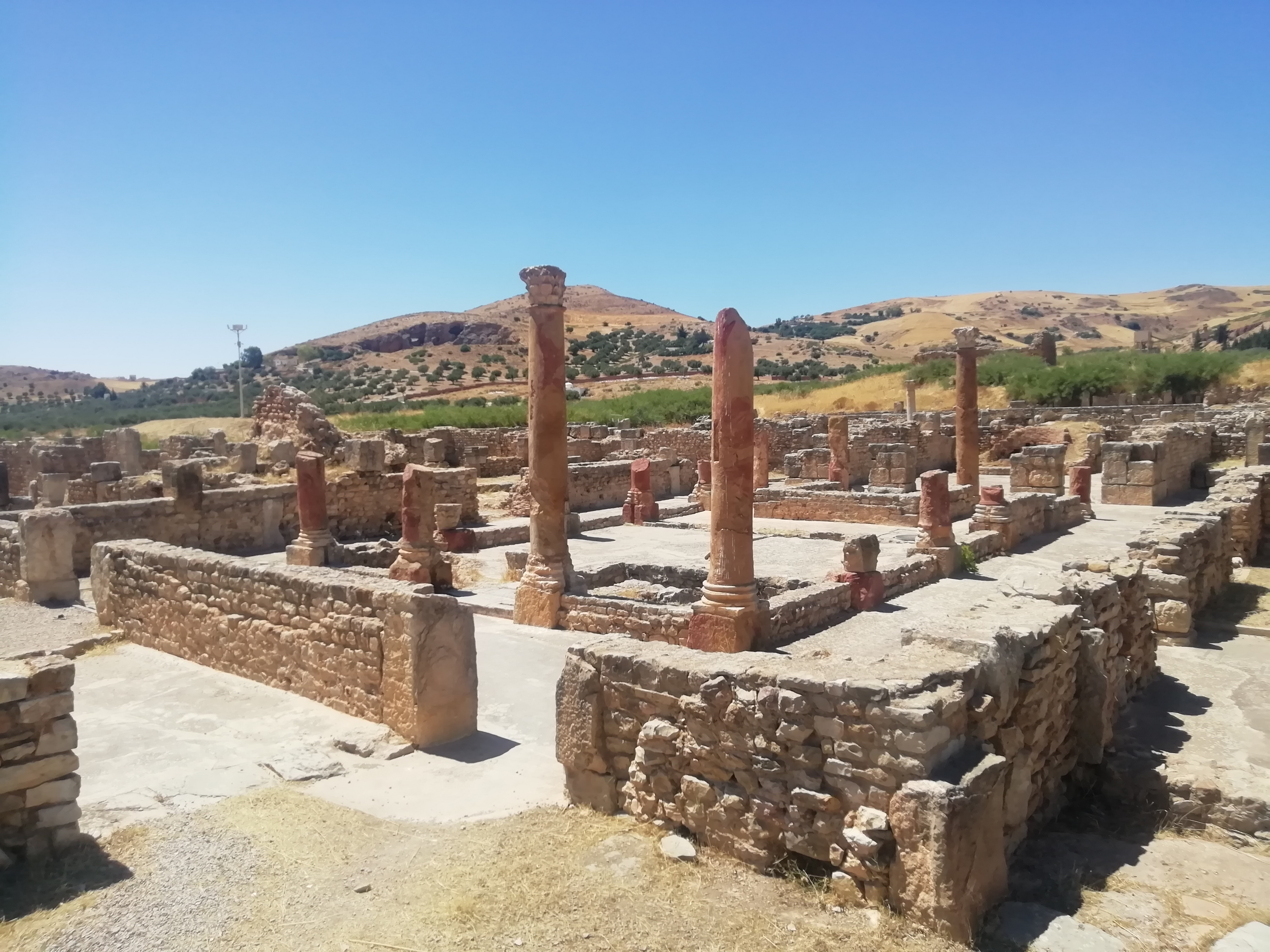
Thermen von Bulla Regia

Eine Siedlung bestand an der Stelle des späteren Bulla im fruchtbaren Bagradas-Tal bereits in vorgeschichtlicher Zeit. Sie gehörte später zum Einflussbereich der Karthager, die Bulla kurz vor dem Dritten Punischen Krieg dem numidischen König Massinissa übergeben mussten. Die Stadt diente vermutlich als Residenz der numidischen Könige (lateinisch regius: „königlich“). Seit Caesar gehörte Bulla zur römischen Provinz Africa nova, später Africa proconsularis. Zuerst hatte es den Status einer freien Stadt (oppidum liberum), wurde im 1. Jahrhundert Municipium und erhielt  unter Hadrian den Titel einer colonia.
Die Überreste zahlreicher Bauten (u. a. das Forum, Thermen, Theater) sind noch zu sehen. Zahlreiche ausgegrabene Wohnhäuser weisen als Besonderheit ein ausgebautes Untergeschoss auf, das zum Schutz vor der Sommerhitze diente.
Bulla Regia besaß in der Spätantike einen Bischof. Das Bistum besteht als Titularbistum Bulla Regia der römisch-katholischen Kirche fort.